# 1900 en chimie
Cet article présente les faits marquants de l'année 1900 en chimie.

## Évènements
- Au environ de l'année 1900, Ernest Rutherford découvre l'origine de la radioactivité ; une émission de rayonnement ou de particules à partir du noyau atomique[1].
- Friedrich Ernst Dorn identifie un gaz émis par le radium, et le baptise « émanation du radium ». Il s'agit du Radon[2].
- Victor Grignard découvre les réactions de Grignard et les réactifs de Grignard[3].

- 26 mars : le physicien français Henri Becquerel démontre que les rayons du radium sont déviés de la même façon que les rayons cathodiques de Thomson. Il vient de réaliser la première détection moderne d’une particule élémentaire en identifiant le rayonnement bêta comme une émission d’électrons[4].
- 30 avril : le physicien français Paul Villard donne à Paris une conférence dans laquelle il décrit un type de radiation plus pénétrante que les rayons X et qu'il baptise rayons gamma, poursuivant ainsi la classification du physicien anglais Ernest Rutherford (rayons alpha et bêta)[5].

## Publications
- Pierre et Marie Curie : Les nouvelles substances radioactives et les rayons qu'elles émettent[6].
- Victor Grignard, « Sur quelques nouvelles combinaisons organométalliques du magnésium et leur application à des synthèses d'alcools et d'hydrocarbures », C.R. Hebd. Seances Acad. Sci., vol. 130,‎ 1900, p. 1322-1324 (ISSN 0001-4036, lire en ligne)
- Henri Moissan : Le Fluor et ses composés[7].

## Prix
- Médaille Davy : Guglielmo Koerner pour ses brillantes recherches sur la théorie de la position des composés aromatiques[8],[9].

## Naissances
- 19 mars : Frédéric Joliot-Curie (mort en 1958),  physicien et chimiste français, gendre de Pierre et Marie Curie et lauréat du prix Nobel de chimie en 1935 conjointement avec son épouse Irène Joliot-Curie.
- 10 avril : Arnold Orville Beckman (mort en 2004), chimiste, industriel et philanthrope américain.
- 25 avril : Wolfgang Pauli (mort en 1958),  physicien autrichien connu pour sa définition du principe d'exclusion en mécanique quantique, ou principe de Pauli, qui lui valut le prix Nobel de physique de 1945.
- 7 juillet : Hans Adalbert Schweigart (mort en 1972), chimiste et nutritionniste allemand.
- 15 août : Marcel Florkin (mort en 1979), biochimiste belge.
- 25 août : Hans Adolf Krebs (mort en 1981), médecin et biochimiste allemand naturalisé britannique, prix Nobel de physiologie ou médecine en 1953.
- 22 septembre : Paul Hugh Emmett (mort en 1985), ingénieur chimiste américain.
- 20 novembre : Vsevolod Kletchkovski (mort en 1972), agrochimiste soviétique.
- 3 décembre : Richard Kuhn (mort en 1967), biochimiste autrichien-allemand.
- 22 décembre : John Clark Slater (mort en 1976), physicien, chimiste théoricien américain.
- 25 décembre : Edgar William R. Steacie (mort en 1962), chimiste et professeur canadien.

## Décès
- 18 juillet : Johan Kjeldahl (né en 1849), chimiste danois.